# Радж Сингх I
 Радж Сингх I (24 сентября 1629 — 22 октября 1680) — махарана раджпутского княжества Мевар (1652—1680), старший сын Джагата Сингха I от его жены, принцессы Марвара. Он восстал против империи Великих Моголов и аннексировал многие территории Великих Моголов. Радж Сингх позже участвовал в Раджпутской войне (1679—1707) и победил моголов.

## Раннее правление
Во время войны за престолонаследие среди сыновей Шах-Джахана все принцы Великих Моголов, включая Аурангзеба, просили его прислать контингенты для их поддержки, но махарана Мевара остался в стороне. Радж Сингх проигнорировал неоднократные просьбы Аурангзеба о помощи. Вместо этого он отправился в свои собственные экспедиции, используя вид церемониального «Тикадора», традиционно принимаемого на вражеской земле.

## Война против Моголов
В мае 1658 года махарана Мевара занимал различные посты при дворе императора Великих Моголов. Были введены сборы на аванпостах и в таких районах, как Мандал, Банера, Шахпура, Савар, Джахазпур, Пхулия и других, которые тогда находились под контролем Великих Моголов, а некоторые районы были аннексированы. Затем он напал на паргану из Малпуры, Тонка, Чаксу, Лалсота и Самбхара. Он разграбил эти районы и с триумфом вернулся с добычей в Удайпур.
Радж Сингх в 1659 году напал на Дунгарпур, Бансвару и Девалию, которые первоначально находились под властью Мевара, но позже стали независимыми государствами под сюзеренитетом Великих Моголов. Эти правители признали сюзеренитет Мевара . Радж Сингх также проводил рейды на территории Малвы и Гуджарата, входивших в состав Империи Великих Моголов. Принц Бхим Сингх захватил Идар и разграбил почту Великих Моголов в Ваднагаре, Вишалнагаре и Ахмадабаде.
Радж Сингх протестовал против налога на джизью, взимаемого Аурангзебом. Радж Сингх несколько раз выступал против Аурангзеба, один раз, чтобы спасти принцессу Кишангарха Чарумати от Моголов и один раз, осудив налог на джизью, взимаемый Аурангзебом. Маратхский лидер Шиваджи однажды подшутил над Аурангзебом, посоветовав ему спросить рану Мевара, который является главой индусов Джизьи, хватит ли у него смелости вместо того, чтобы терроризировать безоружных граждан .

## Раджпутская война (1679—1707)
Рана Мевара оказал помощь Дургадасу Ратхору во время Раджпутской войны (1679—1707) и участвовал во многих сражениях против Аурангзеба, поскольку он был родственником махараны Аджита Сингха из Марвара. Конфликт начался после смерти Джасванта Сингха из Марвара из-за попытки Аурангзеба вмешаться в наследование княжеского престола в Марваре. Сопротивление вмешательству Великих Моголов было в основном начато раджпутской знатью под руководством Дургадаса Ратхора и вылилось в полномасштабную войну между империей Великих Моголов и раджпутами Марвара, поддерживаемые Раной Радж Сингхом. Это продолжалось почти тридцать лет. Восстание достигло апогея после смерти Аурангзеба 3 марта 1707 года и захвата Джодхпура Ратхорами 12 марта 1707 года .

## Культурные мероприятия
Рана Радж Сингх также известен тем, что защищал индуистских священников и идола Шринатджи из Матхуры от моголов, он поместил его в Натхдваре. Еще при жизни Махарана стал великим администратором, способным военачальником и покровителем искусства, музыки и архитектуры. Он также построил знаменитое озеро Раджсаманд в Канкроли, где до обретения Индией независимости приземлялись гидросамолеты.

## Смерть и наследование
В конечном итоге Рана был отравлен своими людьми, которые были подкуплены императором Великих Моголов Аурангзебом . Ему наследовал его сын Джай Сингх.